# Leukada (miejscowość)
Leukada (gr. Λευκάδα, również Leukas, Lefkada, Lefkas) – miejscowość w Grecji, na wyspie Leukada, w administracji zdecentralizowanej Peloponez, Grecja Zachodnia i Wyspy Jońskie, w regionie Wyspy Jońskie, w jednostce regionalnej Leukada. Siedziba gminy Leukada. W 2011 r. liczyła 8673 mieszkańców.